# Giro d'Itàlia de 2016
El Giro d'Itàlia de 2016 serà la noranta-novena edició del Giro d'Itàlia i es disputarà entre el 6 i el 29 de maig de 2016, amb un recorregut de 3.383 km distribuïts en 21 etapes, tres d'elles com a contrarellotge individual. Aquesta serà la quinzena prova de l'UCI World Tour 2016. La sortida es farà a Apeldoorn, als Països Baixos i finalitzà a Torí.

## Recorregut

### Primera setmana
El 26 de juny de 2015 es va fer públic la vila que acolliria la sortida del Giro 2016. Es confirmà que la sortida seria als Països Baixos, com també succeí el 2002 i 2010. Als Països Baixos es disputarien les tres primeres etapes, una contrarellotge individual el primer dia i dues etapes planes en dies successius. Un llarg desplaçament fins a Catanzaro, al sud d'Itàlia, obligarà a fer un primer dia de descans després de la tercera etapa. Un cop en territori italià la cursa pren direcció cap al nord, amb unes primeres etapes llargues i trencacames, la primera arribada en alt en la 6a etapa, un port amb sterratto en la setena i la contrarellotge individual llarga en la novena, abans del segon dia de descans.

### Segona setmana
Després del segon dia de descans arriba la segona arribada en alt, tot i que en un port de tercera categoria, però en una etapa amb un recorregut molt accidentat. Dues etapes totalment planes donaran pas al primer gran bloc de muntanya. La primera d'elles, amb final a Cividale del Friuli compta amb quatre ports de gran dificultat, tot i que cap d'ells superar els mil metres d'altura. L'endemà hi ha l'etapa reina de les Dolomites, amb sis ports de muntanya, entre els quals hi ha el pas Pordoi i el pas de Giau. La tercera, i darrera etapa de muntanya d'aquest tríptic, és una cronoescalda fins a Alpe di Siusi. L'endemà tindrà lloc el tercer i darrer dia de descans.

### Darrera setmana
La tercera setmana de cursa comença amb una etapa de mitja muntanya i final en alt després de 5 quilòmetres d'ascensió. Dues etapes de transició donaran pas a la traca final, amb dues etapes d'alta muntanya: la 19a etapa, amb final a Risoul, França, i el pas previ pel Coll de l'Agnello, cima Coppi de la present edició del Giro i la 20a, amb tres ports de primera categoria i final en alt. L'etapa final ha de servir per homenatjar el líder, amb un circuit per Torí.

## Equips participants
Els 18 equips UCI World Tour són automàticament convidats i obligats a prendre part de la cursa. A banda l'organitzador RCS Sport convidà a quatre equips continentals professionals, per acabar formant un gran grup amb 22 equips i 198 ciclistes.
| Núm.    | Codi | Equip                 |
| ------- | ---- | --------------------- |
| 1-9     | ALM  | AG2R La Mondiale      |
| 11-19   | AST  | Astana Qazaqstan Team |
| 21-29   | BAR  | Bardiani CSF          |
| 31-39   | BMC  | BMC Racing Team       |
| 41-49   | CPT  | Cannondale            |
| 51-59   | DDD  | Dimension Data        |
| 61-69   | EQS  | Etixx-Quick Step      |
| 71-79   | FDJ  | FDJ                   |
| 81-89   | GAZ  | Gazprom-RusVelo       |
| 91-99   | IAM  | IAM Cycling           |
| 101-109 | LAM  | Lampre-Merida         |

| Núm.    | Codi | Equip                      |
| ------- | ---- | -------------------------- |
| 111-119 | LTS  | Lotto Soudal               |
| 121-129 | MOV  | Movistar Team              |
| 131-139 | NIP  | Nippo-Vini Fantini         |
| 141-149 | OGE  | Orica-GreenEDGE            |
| 151-159 | TGA  | Team Giant-Alpecin         |
| 161-169 | KAT  | Team Katusha               |
| 171-179 | TLJ  | Team LottoNL-Jumbo         |
| 181-189 | SKY  | Team Sky                   |
| 191-199 | TCS  | Team Tinkoff               |
| 201-209 | TFS  | Trek-Segafredo             |
| 211-219 | STH  | Wilier Triestina-Southeast |

## Favorits

### Homenatge
El dorsal 108 fou retirat per cinquè any consecutiu en homenatge al belga Wouter Weylandt, mort durant la disputa del Giro d'Itàlia de 2011, el qual duia el mateix dorsal.

### Per a la classificació general
Els principals favorit a la victòria final és Vincenzo Nibali. Mikel Landa, Alejandro Valverde, Rigoberto Uran, Rafal Majka i Esteban Chaves formen part d'un primer grup de rivals, mentre Ilnur Zakarin, Tom Dumoulin, Domenico Pozzovivo i Jakob Fuglsang (en cas de defalliment del seu líder Nibali) estarien en un sego graó.

### Esprintadors
El principal esprintador és l'alemany Marcel Kittel. Altres bons esprintadors inscrits són Giacomo Nizzolo, Elia Viviani, Sacha Modolo, Caleb Ewan i Andre Greipel. També cal citar a Arnaud Démare, Nicola Ruffoni, Kristian Sbaragli, Manuel Belletti i Matteo Pelucchi, Nikias Arndt i Aleksei Tsatévitx.

## Etapes
| Etapa     | Data       | Ciutats d'etapa                     | type                      | Distància (km) | Vencedor de l'etapa         | Líder de la general       |
| --------- | ---------- | ----------------------------------- | ------------------------- | -------------- | --------------------------- | ------------------------- |
| 1a etapa  | 6 de maig  | Apeldoorn – Apeldoorn               | contrarellotge individual | 9,8            | Tom Dumoulin                | Tom Dumoulin              |
| 2a etapa  | 7 de maig  | Arnhem – Nimega                     | etapa plana               | 190            | Marcel Kittel               | Tom Dumoulin              |
| 3a etapa  | 8 de maig  | Nimega – Arnhem                     | etapa plana               | 190            | Marcel Kittel               | Marcel Kittel             |
| 4a etapa  | 10 de maig | Catanzaro – Praia a Mare            | etapa de mitja muntanya   | 200            | Diego Ulissi                | Tom Dumoulin              |
| 5a etapa  | 11 de maig | Praia a Mare – Benevent             | etapa accidentada         | 233            | André Greipel               | Tom Dumoulin              |
| 6a etapa  | 12 de maig | Ponte – Roccaraso                   | etapa de mitja muntanya   | 157            | Tim Wellens                 | Tom Dumoulin              |
| 7a etapa  | 13 de maig | Sulmona – Foligno                   | etapa plana               | 211            | André Greipel               | Tom Dumoulin              |
| 8a etapa  | 14 de maig | Foligno – Arezzo                    | etapa de mitja muntanya   | 186            | Gianluca Brambilla          | Gianluca Brambilla        |
| 9a etapa  | 15 de maig | Radda in Chianti – Greve in Chianti | contrarellotge individual | 40,5           | Primož Roglič               | Gianluca Brambilla        |
| 10a etapa | 17 de maig | Campi Bisenzio – Sestola            | etapa de mitja muntanya   | 219            | Giulio Ciccone              | Bob Jungels               |
| 11a etapa | 18 de maig | Mòdena – Asolo                      | etapa accidentada         | 227            | Diego Ulissi                | Bob Jungels               |
| 12a etapa | 19 de maig | Noale – Bibione                     | etapa plana               | 182            | André Greipel               | Bob Jungels               |
| 13a etapa | 20 de maig | Palmanova – Cividale del Friuli     | etapa de mitja muntanya   | 170            | Mikel Nieve Iturralde       | Andrey Amador Bikkazakova |
| 14a etapa | 21 de maig | Farra d'Alpago – Corvara in Badia   | etapa de muntanya         | 210            | Esteban Chaves Rubio        | Steven Kruijswijk         |
| 15a etapa | 22 de maig | Kastelruth – Alpe de Siusi          | cronoescalada             | 10,8           | Aleksandr Folíforov         | Steven Kruijswijk         |
| 16a etapa | 24 de maig | Brixen – Andalo                     | etapa de muntanya         | 132            | Alejandro Valverde Belmonte | Steven Kruijswijk         |
| 17a etapa | 25 de maig | Molveno – Cassano d'Adda            | etapa plana               | 196            | Roger Kluge                 | Steven Kruijswijk         |
| 18a etapa | 26 de maig | Muggiò – Pineròl                    | etapa de mitja muntanya   | 244            | Matteo Trentin              | Steven Kruijswijk         |
| 19a etapa | 27 de maig | Pineròl – Risós                     | etapa de muntanya         | 162            | Vincenzo Nibali             | Esteban Chaves Rubio      |
| 20a etapa | 28 de maig | Guilhèstra – Vinai                  | etapa de muntanya         | 134            | Rein Taaramäe               | Vincenzo Nibali           |
| 21a etapa | 29 de maig | Cuneo – Torí                        | etapa plana               | 163            | Nikias Arndt                | Vincenzo Nibali           |

### Etapa 1
6 de maig de 2016 — Apeldoorn – Apeldoorn, 9,8 km (CRI)

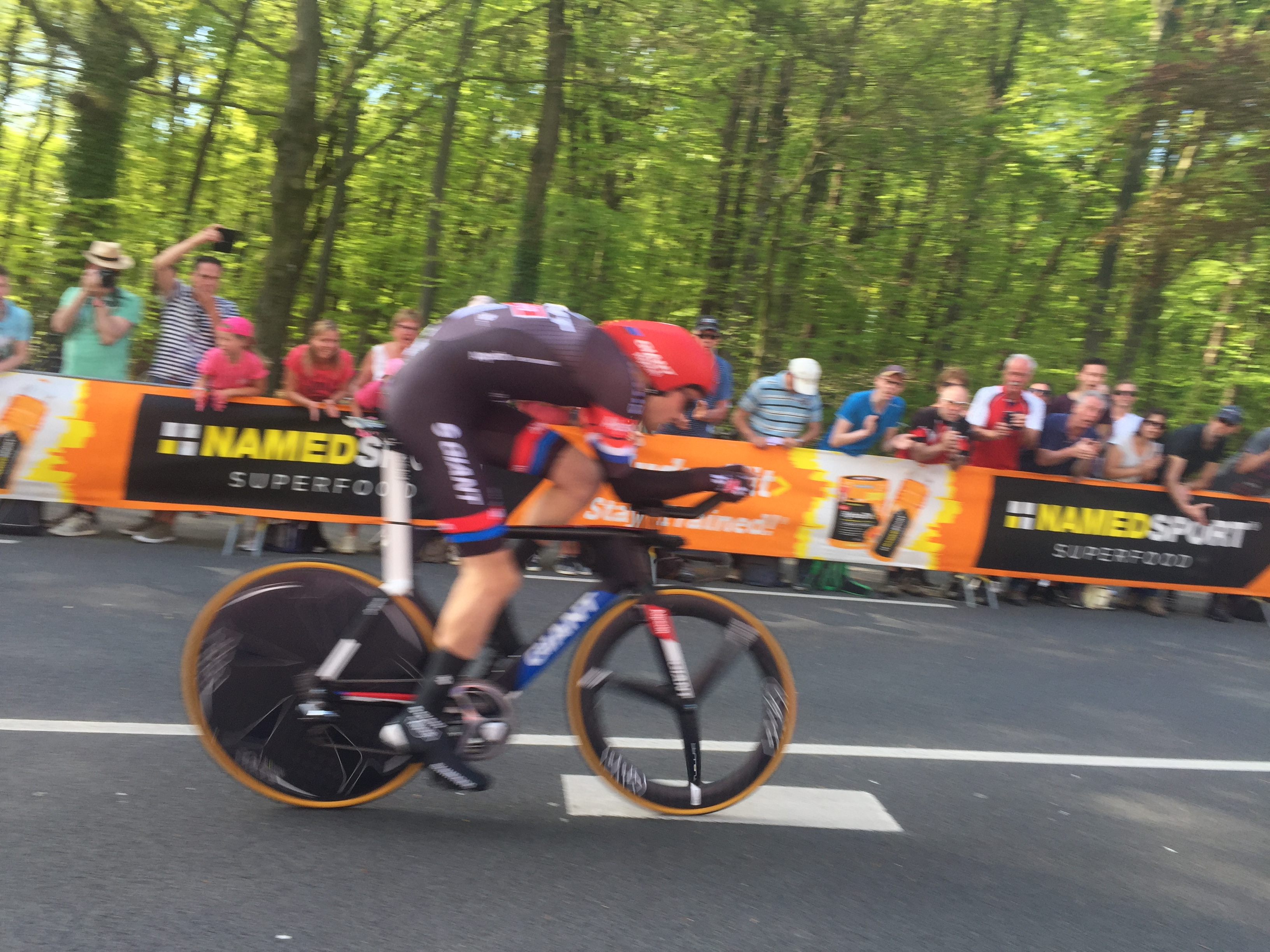
Tom Dumoulin fou el vencedor de la primera etapa i primer líder.

La primera etapa del Giro d'Itàlia de 2016 es disputa com a contrarellotge individual pels carrers d'Apeldoorn. L'etapa és totalment plana i sols destaquen alguns retombs tancats. S'estableix un punt de control intermedi, al quilòmetre 5,0.
El vencedor de l'etapa i primer líder de la general fou el neerlandès Tom Dumoulin (Team Giant-Alpecin), que s'imposà per escasses centèsimes a l'eslovè Primož Roglič (Team LottoNL-Jumbo). Tercer de l'etapa fou el costa-riqueny Andrey Amador (Movistar Team), a sis segons de Dumoulin. Entre els favorits a la victòria final Vincenzo Nibali (Astana Qazaqstan Team) fou el millor, a 19" de Dumoulin, avantatjant en cinc segons a Alejandro Valverde (Movistar) i en 21 a Mikel Landa (Team Sky).
Classificació general després de la 1a etapa
|    | Ciclista                | Equip              | Temps   |
| -- | ----------------------- | ------------------ | ------- |
| 1  | Tom Dumoulin (NED)      | Orica-GreenEDGE    | 11' 03" |
| 2  | Primož Roglič (SLO)     | Team LottoNL-Jumbo | m.t.    |
| 3  | Andrey Amador (CRC)     | Movistar Team      | + 6"    |
| 4  | Tobias Ludvigsson (SWE) | Team Giant-Alpecin | + 8"    |
| 5  | Marcel Kittel (GER)     | Etixx-Quick Step   | + 11"   |
| 6  | Moreno Moser (ITA)      | Cannondale         | + 12"   |
| 7  | Bob Jungels (LUX)       | Etixx-Quick Step   | + 13"   |
| 8  | Fabian Cancellara (SUI) | Trek-Segafredo     | + 14"   |
| 9  | Matthias Brändle (AUT)  | IAM Cycling        | + 14"   |
| 10 | Silvan Dillier (SUI)    | BMC Racing Team    | + 16"   |

### Etapa 2
7 de maig de 2016 — Arnhem – Nimega, 190 km
Primera etapa en línia del Giro, també per terres neerlandeses, però amb una petita incursió de 3,4 km a Alemanya. El recorregut, entre Arnhem i Nimega, és bàsicament pla, amb una sola petita cota de quarta categoria a manca de 34,7 km per l'arribada i dos Traguardo Volante, a Malden (km 135) i Berg en Dal (km 142,1). En el tram final d'etapa es fan dues voltes a un circuit de 8,6 km pels voltants de Nimega.
L'etapa va estar marcada per una llarga escapada formada en els primers quilòmetres i en què hi van prendre part Omar Fraile (Dimension Data), Maarten Tjallingii (Team LottoNL-Jumbo) i Giacomo Berlato (Nippo-Vini Fantini). El trio anà ampliant les diferències fins als poc més de 4' a manca de 45 km per l'arribada. Fraile fou el primer al cim de l'única cota puntuable, amb la qual cosa es vestí amb el mallot blau de la muntanya, mentre Tjallingii era el primer en els dos esprints intermedis del dia. A manca de 22 km sols disposaven de 8" sobre el gran grup i aleshores Berlato ho intentà en solitari, mentre dos companys d'escapada eren neutralitzats. Tot i que en un primer moment amplià les diferències fins al minuts, acabà sent neutralitzat a manca de 8 km per l'arribada. A partir d'aquí els equips dels esprintadors anaren preparant el terreny pel seu cap de files. En l'esprint Marcel Kittel (Etixx-Quick Step) fou el clar vencedor i gràcies a les bonificacions acabà a sols 1 segon de Tom Dumoulin.
|    | Ciclista                | Equip              | Temps      |
| -- | ----------------------- | ------------------ | ---------- |
| 1  | Marcel Kittel (GER)     | Etixx-Quick Step   | 4h 38' 31" |
| 2  | Arnaud Démare (FRA)     | FDJ                | m.t.       |
| 3  | Sacha Modolo (ITA)      | Lampre-Merida      | m.t.       |
| 4  | Moreno Hofland (NED)    | Team LottoNL-Jumbo | m.t.       |
| 5  | Nicola Ruffoni (ITA)    | Bardiani-CSF       | m.t.       |
| 6  | Alexander Porsev (RUS)  | Team Katusha       | m.t.       |
| 7  | Caleb Ewan (AUS)        | Orica-GreenEDGE    | m.t.       |
| 8  | Kristian Sbaragli (ITA) | Dimension Data     | m.t.       |
| 9  | Andrey Amador (CRC)     | Movistar Team      | m.t.       |
| 10 | Giacomo Nizzolo (ITA)   | Trek-Segafredo     | m.t.       |

|    | Ciclista                | Equip              | Temps      |
| -- | ----------------------- | ------------------ | ---------- |
| 1  | Tom Dumoulin (NED)      | Orica-GreenEDGE    | 4h 49' 34" |
| 2  | Primož Roglič (SLO)     | Team LottoNL-Jumbo | m.t.       |
| 3  | Marcel Kittel (GER)     | Etixx-Quick Step   | + 1"       |
| 4  | Andrey Amador (CRC)     | Movistar Team      | + 6"       |
| 5  | Tobias Ludvigsson (SWE) | Team Giant-Alpecin | + 8"       |
| 6  | Moreno Moser (ITA)      | Cannondale         | + 12"      |
| 7  | Bob Jungels (LUX)       | Etixx-Quick Step   | + 13"      |
| 8  | Matthias Brändle (AUT)  | IAM Cycling        | + 14"      |
| 9  | Silvan Dillier (SUI)    | BMC Racing Team    | + 16"      |
| 10 | Roger Kluge (GER)       | IAM Cycling        | + 16"      |

### Etapa 3
8 de maig de 2016 — Nimega – Arnhem, 190 km
Tercera i darrera etapa per terres neerlandeses, amb un recorregut molt similar al dia anterior. Etapa plana i una sola dificultat muntanyosa, una cota de quarta categoria a manca de 53,1 km per l'arribada. Els dos Traguardo Volante estan situats a Lochem (km 97,4) i Dieren (km 128,5). En el tram final d'etapa es fan dues voltes a un circuit de 14 km pels voltants d'Arnhem.
Només començar l'etapa es va produir l'escapada del dia, formada per Johann Van Zyl (Dimension Data), Julen Amezqueta (Wilier Triestina-Southeast), Maarten Tjallingii (Team LottoNL-Jumbo) i Giacomo Berlato (Nippo-Vini Fantini). La màxima diferència fou de poc més de cinc minuts, però finalment foren neutralitzats i la victòria d'etapa es decidí a l'esprint. Per segon dia consecutiu la victòria fou per a Marcel Kittel (Etixx-Quick Step), que d'aquesta manera passava a liderar la general gràcies a les bonificacions. Durant l'etapa Tjallingii coronà en primera posició l'única la cota del dia i passà a liderar la muntanya. Per la seva banda, Jean-Christophe Péraud (AG2R La Mondiale) va caure en una rotonda i hagué de ser traslladat a l'hospital, abandonant el Giro.
|    | Ciclista                | Equip              | Temps      |
| -- | ----------------------- | ------------------ | ---------- |
| 1  | Marcel Kittel (GER)     | Etixx-Quick Step   | 4h 23' 45" |
| 2  | Elia Viviani (ITA)      | Team Sky           | m.t.       |
| 3  | Giacomo Nizzolo (ITA)   | Trek-Segafredo     | m.t.       |
| 4  | Andre Greipel (GER)     | Lotto Soudal       | m.t.       |
| 5  | Alexander Porsev (RUS)  | Team Katusha       | m.t.       |
| 6  | Kristian Sbaragli (ITA) | Dimension Data     | m.t.       |
| 7  | Moreno Hofland (NED)    | Team LottoNL-Jumbo | m.t.       |
| 8  | Arnaud Démare (FRA)     | FDJ                | m.t.       |
| 9  | Rick Zabel (GER)        | BMC Racing Team    | m.t.       |
| 10 | Matej Mohorič (SLO)     | Lampre-Merida      | m.t.       |

|    | Ciclista                | Equip              | Temps      |
| -- | ----------------------- | ------------------ | ---------- |
| 1  | Marcel Kittel (GER)     | Etixx-Quick Step   | 9h 13' 10" |
| 2  | Tom Dumoulin (NED)      | Orica-GreenEDGE    | + 9"       |
| 3  | Andrey Amador (CRC)     | Movistar Team      | + 15"      |
| 4  | Tobias Ludvigsson (SWE) | Team Giant-Alpecin | + 17"      |
| 5  | Moreno Moser (ITA)      | Cannondale         | + 21"      |
| 6  | Bob Jungels (LUX)       | Etixx-Quick Step   | + 22"      |
| 7  | Matthias Brändle (AUT)  | IAM Cycling        | + 23"      |
| 8  | Roger Kluge (GER)       | IAM Cycling        | + 25"      |
| 9  | Chad Haga (USA)         | Team Giant-Alpecin | + 25"      |
| 10 | Georg Preidler (AUT)    | Team Giant-Alpecin | + 26"      |

### Etapa 4
10 de maig de 2016 — Catanzaro – Praia a Mare, 200 km
Després del primer dia de descans per permetre el trasllat des dels Països Baixos fins a la Calàbria, al sud d'Itàlia, es disputa una etapa amb dues parts diferenciades. Els primers 120 quilòmetres són totalment plans, seguint la costa de la mar Tirrena cap al nord. A partir d'aquest punt el recorregut anirà deixant momentàniament la carretera de la costa per fer diverses ascensions i tornar-hi tot seguit. Seran quatre ascensions seguint aquest esquema, però sols les dues primeres són puntuables per a la muntanya: Bonifati (3a cat. km.126) i San Pietro (3a cat. km.150,4). La darrera d'aquestes cotes es corona a tan sols 8,7 km per l'arribada i té rampes de fins al 18%.
|    | Ciclista                 | Equip                      | Temps      |
| -- | ------------------------ | -------------------------- | ---------- |
| 1  | Diego Ulissi (ITA)       | Lampre-Merida              | 4h 46' 41" |
| 2  | Tom Dumoulin (NED)       | Team Giant-Alpecin         | + 5"       |
| 3  | Steven Kruijswijk (NED)  | Team LottoNL-Jumbo         | + 5"       |
| 4  | Alejandro Valverde (ESP) | Movistar Team              | + 6"       |
| 5  | Gianluca Brambilla (ITA) | Etixx-Quick Step           | + 6"       |
| 6  | Vincenzo Nibali (ITA)    | Astana Qazaqstan Team      | + 6"       |
| 7  | Ilnur Zakarin (RUS)      | Team Katusha               | + 6"       |
| 8  | Matteo Busato (ITA)      | Wilier Triestina-Southeast | + 6"       |
| 9  | Esteban Chaves (COL)     | Orica-GreenEDGE            | + 6"       |
| 10 | Nicolas Roche (IRL)      | Team Sky                   | + 6"       |

|    | Ciclista                 | Equip                 | Temps       |
| -- | ------------------------ | --------------------- | ----------- |
| 1  | Tom Dumoulin (NED)       | Orica-GreenEDGE       | 14h 00' 09" |
| 2  | Bob Jungels (LUX)        | Etixx-Quick Step      | + 20"       |
| 3  | Diego Ulissi (ITA)       | Lampre-Merida         | + 20"       |
| 4  | Steven Kruijswijk (NED)  | Team LottoNL-Jumbo    | + 24"       |
| 5  | Georg Preidler (AUT)     | Team Giant-Alpecin    | + 24"       |
| 6  | Vincenzo Nibali (ITA)    | Astana Qazaqstan Team | + 26"       |
| 7  | Alejandro Valverde (ESP) | Movistar Team         | + 31"       |
| 8  | Jakob Fuglsang (DEN)     | Astana Qazaqstan Team | + 35"       |
| 9  | Esteban Chaves (COL)     | Orica-GreenEDGE       | + 37"       |
| 10 | Nicolas Roche (IRL)      | Team Sky              | + 37"       |

### Etapa 5
11 de maig de 2016 — Praia a Mare – Benevento, 233 km
Segona etapa més llarga de la present edició del Giro, amb un recorregut trencacames, sempre en direcció nord, fins a la ciutat de Benevento. En arribar a aquesta vila es fa una volta a un circuit urbà de 6,5 km. El darrer quilòmetre presenta una lleugera pujada amb llambordins al 3,4 %. Sols hi ha una petita cota de 3a al km. 35.
|    | Ciclista                | Equip                      | Temps      |
| -- | ----------------------- | -------------------------- | ---------- |
| 1  | Andre Greipel (GER)     | Lotto Soudal               | 5h 40' 35" |
| 2  | Arnaud Demare (FRA)     | FDJ                        | m.t.       |
| 3  | Sonny Colbrelli (ITA)   | Bardiani-CSF               | m.t.       |
| 4  | Bob Jungels (LUX)       | Etixx-Quick Step           | m.t.       |
| 5  | Moreno Hofland (NED)    | Team LottoNL-Jumbo         | m.t.       |
| 6  | Manuel Belletti (ITA)   | Wilier Triestina-Southeast | m.t.       |
| 7  | Rick Zabel (GER)        | BMC Racing Team            | m.t.       |
| 8  | Georg Preidler (AUT)    | Team Giant-Alpecin         | m.t.       |
| 9  | Caleb Ewan (AUS)        | Orica-GreenEDGE            | m.t.       |
| 10 | Aleksei Tsatévitx (RUS) | Team Katusha               | m.t.       |

|    | Ciclista                 | Equip                 | Temps       |
| -- | ------------------------ | --------------------- | ----------- |
| 1  | Tom Dumoulin (NED)       | Team Giant-Alpecin    | 19h 40' 48" |
| 2  | Bob Jungels (LUX)        | Etixx-Quick Step      | + 16"       |
| 3  | Diego Ulissi (ITA)       | Lampre-Merida         | + 20"       |
| 4  | Georg Preidler (AUT)     | Team Giant-Alpecin    | + 24"       |
| 5  | Steven Kruijswijk (NED)  | Team LottoNL-Jumbo    | + 24"       |
| 6  | Vincenzo Nibali (ITA)    | Astana Qazaqstan Team | + 26"       |
| 7  | Alejandro Valverde (ESP) | Movistar Team         | + 27"       |
| 8  | Ilnur Zakarin (RUS)      | Team Katusha          | + 35"       |
| 9  | Jakob Fuglsang (DEN)     | Astana Qazaqstan Team | + 35"       |
| 10 | Nicolas Roche (IRL)      | Team Sky              | + 37"       |

### Etapa 6
12 de maig de 2016 — Ponte – Roccaraso, 157 km
|    | Ciclista                  | Equip                 | Temps      |
| -- | ------------------------- | --------------------- | ---------- |
| 1  | Tim Wellens (BEL)         | Lotto Soudal          | 4h 40' 05" |
| 2  | Jakob Fuglsang (DEN)      | Astana Qazaqstan Team | + 1' 19"   |
| 3  | Ilnur Zakarin (RUS)       | Team Katusha          | + 1' 19"   |
| 4  | Tom Dumoulin (NED)        | Team Giant-Alpecin    | + 1' 19"   |
| 5  | Kanstantsin Siutsou (BLR) | Dimension Data        | + 1' 19"   |
| 6  | Domenico Pozzovivo (ITA)  | AG2R La Mondiale      | + 1' 19"   |
| 7  | Esteban Chaves (COL)      | Orica-GreenEDGE       | + 1' 19"   |
| 8  | Rigoberto Urán (COL)      | Cannondale            | + 1' 19"   |
| 9  | Rafał Majka (POL)         | Team Tinkoff          | + 1' 19"   |
| 10 | Alejandro Valverde (ESP)  | Movistar Team         | + 1' 19"   |

|    | Ciclista                  | Equip                 | Temps       |
| -- | ------------------------- | --------------------- | ----------- |
| 1  | Tom Dumoulin (NED)        | Team Giant-Alpecin    | 24h 22' 15" |
| 2  | Jakob Fuglsang (DEN)      | Astana Qazaqstan Team | + 26"       |
| 3  | Ilnur Zakarin (RUS)       | Team Katusha          | + 28"       |
| 4  | Bob Jungels (LUX)         | Etixx-Quick Step      | + 35"       |
| 5  | Steven Kruijswijk (NED)   | Team LottoNL-Jumbo    | + 38"       |
| 6  | Alejandro Valverde (ESP)  | Movistar Team         | + 41"       |
| 7  | Diego Ulissi (ITA)        | Lampre-Merida         | + 41"       |
| 8  | Esteban Chaves (COL)      | Orica-GreenEDGE       | + 44"       |
| 9  | Vincenzo Nibali (ITA)     | Astana Qazaqstan Team | + 47"       |
| 10 | Kanstantsin Siutsou (BLR) | Dimension Data        | + 49"       |

### Etapa 7
13 de maig de 2016 — Sulmona – Foligno, 211 km
|    | Ciclista                | Equip              | Temps      |
| -- | ----------------------- | ------------------ | ---------- |
| 1  | Andre Greipel (GER)     | Lotto Soudal       | 5h 01' 08" |
| 2  | Giacomo Nizzolo (ITA)   | Trek-Segafredo     | m.t.       |
| 3  | Sacha Modolo (ITA)      | Lampre-Merida      | m.t.       |
| 4  | Caleb Ewan (AUS)        | Orica-GreenEDGE    | m.t.       |
| 5  | Enrico Battaglin (ITA)  | Team LottoNL-Jumbo | m.t.       |
| 6  | Matteo Trentin (ITA)    | Etixx-Quick Step   | m.t.       |
| 7  | Alexander Porsev (RUS)  | Team Katusha       | m.t.       |
| 8  | Aleksei Tsatévitx (RUS) | Team Katusha       | m.t.       |
| 9  | Nicola Ruffoni (ITA)    | Bardiani-CSF       | m.t.       |
| 10 | Elia Viviani (ITA)      | Team Sky           | m.t.       |

|    | Ciclista                  | Equip                 | Temps       |
| -- | ------------------------- | --------------------- | ----------- |
| 1  | Tom Dumoulin (NED)        | Team Giant-Alpecin    | 29h 23' 23" |
| 2  | Jakob Fuglsang (DEN)      | Astana Qazaqstan Team | + 26"       |
| 3  | Ilnur Zakarin (RUS)       | Team Katusha          | + 28"       |
| 4  | Bob Jungels (LUX)         | Etixx-Quick Step      | + 35"       |
| 5  | Steven Kruijswijk (NED)   | Team LottoNL-Jumbo    | + 38"       |
| 6  | Alejandro Valverde (ESP)  | Movistar Team         | + 41"       |
| 7  | Diego Ulissi (ITA)        | Lampre-Merida         | + 41"       |
| 8  | Vincenzo Nibali (ITA)     | Astana Qazaqstan Team | + 47"       |
| 9  | Kanstantsin Siutsou (BLR) | Dimension Data        | + 49"       |
| 10 | Rigoberto Urán (COL)      | Cannondale            | + 51"       |

### Etapa 8
14 de maig de 2016 — Foligno – Arezzo, 186 km
|    | Ciclista                   | Equip              | Temps      |
| -- | -------------------------- | ------------------ | ---------- |
| 1  | Gianluca Brambilla (GER)   | Etixx-Quick Step   | 4h 14' 05" |
| 2  | Matteo Montaguti (ITA)     | AG2R La Mondiale   | + 1' 06"   |
| 3  | Moreno Moser (ITA)         | Cannondale         | + 1' 27"   |
| 4  | Jaco Venter (RSA)          | Dimension Data     | + 1' 28"   |
| 5  | Alessandro De Marchi (ITA) | BMC Racing Team    | + 1' 33"   |
| 6  | Alejandro Valverde (ESP)   | Movistar Team      | + 1' 41"   |
| 7  | Steven Kruijswijk (NED)    | Team LottoNL-Jumbo | + 1' 41"   |
| 8  | Mikel Landa (ESP)          | Team Sky           | + 1' 41"   |
| 9  | Esteban Chaves (COL)       | Orica-GreenEDGE    | + 1' 41"   |
| 10 | Ilnur Zakarin (RUS)        | Team Katusha       | + 1' 41"   |

|    | Ciclista                 | Equip                 | Temps       |
| -- | ------------------------ | --------------------- | ----------- |
| 1  | Gianluca Brambilla (ITA) | Etixx-Quick Step      | 33h 39' 14" |
| 2  | Ilnur Zakarin (RUS)      | Team Katusha          | + 23"       |
| 3  | Steven Kruijswijk (NED)  | Team LottoNL-Jumbo    | + 33"       |
| 4  | Alejandro Valverde (ESP) | Movistar Team         | + 36"       |
| 5  | Vincenzo Nibali (ITA)    | Astana Qazaqstan Team | + 45"       |
| 6  | Esteban Chaves (COL)     | Orica-GreenEDGE       | + 48"       |
| 7  | Rigoberto Urán (COL)     | Cannondale            | + 49"       |
| 8  | Rafał Majka (POL)        | Team Tinkoff          | + 54"       |
| 9  | Domenico Pozzovivo (ITA) | AG2R La Mondiale      | + 54"       |
| 10 | Mikel Landa (ESP)        | Team Sky              | + 1' 03"    |

### Etapa 9
15 de maig de 2016 — Radda in Chianti – Greve in Chianti, 40,5 km (contrarellotge individual)
|    | Ciclista                 | Equip              | Temps    |
| -- | ------------------------ | ------------------ | -------- |
| 1  | Primož Roglič (SLO)      | Team LottoNL-Jumbo | 51' 45"  |
| 2  | Matthias Brändle (AUT)   | IAM Cycling        | + 10"    |
| 3  | Vegard Laengen (NOR)     | IAM Cycling        | + 17"    |
| 4  | Fabian Cancellara (SUI)  | Trek-Segafredo     | + 28"    |
| 5  | Anton Vorobyev (RUS)     | Team Katusha       | + 30"    |
| 6  | Bob Jungels (LUX)        | Etixx-Quick Step   | + 45"    |
| 7  | Stefan Küng (SUI)        | BMC Racing Team    | + 58"    |
| 8  | Jos Van Emden (NED)      | Team LottoNL-Jumbo | + 1' 08" |
| 9  | Maarten Tjallingii (NED) | Team LottoNL-Jumbo | + 1' 16" |
| 10 | Andrey Amador (CRC)      | Movistar Team      | + 1' 19" |

|    | Ciclista                 | Equip                 | Temps       |
| -- | ------------------------ | --------------------- | ----------- |
| 1  | Gianluca Brambilla (ITA) | Etixx-Quick Step      | 34h 33' 04" |
| 2  | Bob Jungels (LUX)        | Etixx-Quick Step      | + 1"        |
| 3  | Andrey Amador (CRC)      | Movistar Team         | + 32"       |
| 4  | Steven Kruijswijk (NED)  | Team LottoNL-Jumbo    | + 51"       |
| 5  | Vincenzo Nibali (ITA)    | Astana Qazaqstan Team | + 53"       |
| 6  | Alejandro Valverde (ESP) | Movistar Team         | + 55"       |
| 7  | Tom Dumoulin (NED)       | Team Giant-Alpecin    | + 58"       |
| 8  | Mikel Landa (ESP)        | Team Sky              | + 1' 18"    |
| 9  | Rafał Majka (POL)        | Team Tinkoff          | + 1' 45"    |
| 10 | Jakob Fuglsang (DEN)     | Astana Qazaqstan Team | + 1' 51"    |

### Etapa 10
17 de maig de 2016 — Campi Bisenzio – Sestola, 219 km
|    | Ciclista                 | Equip                 | Temps      |
| -- | ------------------------ | --------------------- | ---------- |
| 1  | Giulio Ciccone (ITA)     | Bardiani-CSF          | 5h 44' 32" |
| 2  | Ivan Rovny (RUS)         | Team Tinkoff          | + 42"      |
| 3  | Darwin Atapuma (COL)     | BMC Racing Team       | + 1' 20"   |
| 4  | Nathan Brown (USA)       | Cannondale            | + 1' 53"   |
| 5  | Damiano Cunego (ITA)     | Nippo-Vini Fantini    | + 2' 04"   |
| 6  | Andrey Amador (CRC)      | Movistar Team         | + 2' 10"   |
| 7  | Giovanni Visconti (ITA)  | Movistar Team         | + 2' 11"   |
| 8  | Alejandro Valverde (ESP) | Movistar Team         | + 2' 11"   |
| 9  | Esteban Chaves (COL)     | Orica-GreenEDGE       | + 2' 11"   |
| 10 | Jakob Fuglsang (DEN)     | Astana Qazaqstan Team | + 2' 11"   |

|    | Ciclista                 | Equip                 | Temps       |
| -- | ------------------------ | --------------------- | ----------- |
| 1  | Bob Jungels (LUX)        | Etixx-Quick Step      | 40h 19' 52" |
| 2  | Andrey Amador (CRC)      | Movistar Team         | + 26"       |
| 3  | Alejandro Valverde (ESP) | Movistar Team         | + 50"       |
| 4  | Steven Kruijswijk (NED)  | Team LottoNL-Jumbo    | + 50"       |
| 5  | Vincenzo Nibali (ITA)    | Astana Qazaqstan Team | + 52"       |
| 6  | Gianluca Brambilla (ITA) | Etixx-Quick Step      | + 1' 11"    |
| 7  | Rafał Majka (POL)        | Team Tinkoff          | + 1' 44"    |
| 8  | Jakob Fuglsang (DEN)     | Astana Qazaqstan Team | + 1' 46"    |
| 9  | Ilnur Zakarin (RUS)      | Team Katusha          | + 2' 08"    |
| 10 | Esteban Chaves (COL)     | Orica-GreenEDGE       | + 2' 26"    |

### Etapa 11
18 de maig de 2016 — Mòdena – Asolo, 227 km
|    | Ciclista                 | Equip              | Temps      |
| -- | ------------------------ | ------------------ | ---------- |
| 1  | Diego Ulissi (ITA)       | Lampre-Merida      | 4h 56' 32" |
| 2  | Andrey Amador (CRC)      | Movistar Team      | m.t.       |
| 3  | Bob Jungels (LUX)        | Etixx-Quick Step   | m.t.       |
| 4  | Giacomo Nizzolo (ITA)    | Trek-Segafredo     | + 13"      |
| 5  | Sonny Colbrelli (ITA)    | Bardiani-CSF       | + 13"      |
| 6  | Matteo Trentin (ITA)     | Team Sky           | + 13"      |
| 7  | Sacha Modolo (ITA)       | Lampre-Merida      | + 13"      |
| 8  | Enrico Battaglin (ITA)   | Team LottoNL-Jumbo | + 13"      |
| 9  | Tim Wellens (BEL)        | Lotto Soudal       | + 13"      |
| 10 | Alejandro Valverde (ESP) | Movistar Team      | + 13"      |

|    | Ciclista                 | Equip                 | Temps       |
| -- | ------------------------ | --------------------- | ----------- |
| 1  | Bob Jungels (LUX)        | Etixx-Quick Step      | 45h 16' 20" |
| 2  | Andrey Amador (CRC)      | Movistar Team         | + 24"       |
| 3  | Alejandro Valverde (ESP) | Movistar Team         | + 1' 07"    |
| 4  | Steven Kruijswijk (NED)  | Team LottoNL-Jumbo    | + 1' 07"    |
| 5  | Vincenzo Nibali (ITA)    | Astana Qazaqstan Team | + 1' 09"    |
| 6  | Rafał Majka (POL)        | Team Tinkoff          | + 2' 01"    |
| 7  | Ilnur Zakarin (RUS)      | Team Katusha          | + 2' 25"    |
| 8  | Esteban Chaves (COL)     | Orica-GreenEDGE       | + 2' 43"    |
| 9  | Gianluca Brambilla (ITA) | Etixx-Quick Step      | + 2' 45"    |
| 10 | Diego Ulissi (ITA)       | Lampre-Merida         | + 2' 47"    |

### Etapa 12
19 de maig de 2016 — Noale – Bibione, 182 km
|    | Ciclista                | Equip              | Temps      |
| -- | ----------------------- | ------------------ | ---------- |
| 1  | André Greipel (GER)     | Lotto Soudal       | 4h 16' 00" |
| 2  | Caleb Ewan (AUS)        | Orica-GreenEDGE    | m.t.       |
| 3  | Giacomo Nizzolo (ITA)   | Trek-Segafredo     | m.t.       |
| 4  | Sacha Modolo (ITA)      | Lampre-Merida      | m.t.       |
| 5  | Alexander Porsev (RUS)  | Team Katusha       | m.t.       |
| 6  | Moreno Hofland (NED)    | Team LottoNL-Jumbo | m.t.       |
| 7  | Ivan Savitskiy (RUS)    | Gazprom-RusVelo    | m.t.       |
| 8  | Heinrich Haussler (AUS) | IAM Cycling        | m.t.       |
| 9  | Rick Zabel (GER)        | BMC Racing Team    | m.t.       |
| 10 | Sonny Colbrelli (ITA)   | Bardiani-CSF       | m.t.       |

|    | Ciclista                 | Equip                 | Temps       |
| -- | ------------------------ | --------------------- | ----------- |
| 1  | Bob Jungels (LUX)        | Etixx-Quick Step      | 49h 32' 20" |
| 2  | Andrey Amador (CRC)      | Movistar Team         | + 24"       |
| 3  | Alejandro Valverde (ESP) | Movistar Team         | + 1' 07"    |
| 4  | Steven Kruijswijk (NED)  | Team LottoNL-Jumbo    | + 1' 07"    |
| 5  | Vincenzo Nibali (ITA)    | Astana Qazaqstan Team | + 1' 09"    |
| 6  | Rafał Majka (POL)        | Team Tinkoff          | + 2' 01"    |
| 7  | Ilnur Zakarin (RUS)      | Team Katusha          | + 2' 25"    |
| 8  | Esteban Chaves (COL)     | Orica-GreenEDGE       | + 2' 43"    |
| 9  | Gianluca Brambilla (ITA) | Etixx-Quick Step      | + 2' 45"    |
| 10 | Diego Ulissi (ITA)       | Lampre-Merida         | + 2' 47"    |

### Etapa 13
20 de maig de 2016 — Palmanova – Cividale del Friuli, 170 km
|    | Ciclista                 | Equip                 | Temps      |
| -- | ------------------------ | --------------------- | ---------- |
| 1  | Mikel Nieve (ESP)        | Team Sky              | 4h 31' 49" |
| 2  | Giovanni Visconti (ITA)  | Movistar Team         | + 43"      |
| 3  | Vincenzo Nibali (ITA)    | Astana Qazaqstan Team | + 1' 17"   |
| 4  | Alejandro Valverde (ESP) | Movistar Team         | + 1' 17"   |
| 5  | Rafał Majka (POL)        | Team Tinkoff          | + 1' 17"   |
| 6  | Stefan Denifl (AUT)      | IAM Cycling           | + 1' 17"   |
| 7  | Steven Kruijswijk (NED)  | Team LottoNL-Jumbo    | + 1' 17"   |
| 8  | Rigoberto Urán (COL)     | Cannondale            | + 1' 17"   |
| 9  | Matteo Montaguti (ITA)   | AG2R La Mondiale      | + 1' 17"   |
| 10 | Domenico Pozzovivo (ITA) | AG2R La Mondiale      | + 1' 17"   |

|    | Ciclista                 | Equip                 | Temps       |
| -- | ------------------------ | --------------------- | ----------- |
| 1  | Andrey Amador (CRC)      | Movistar Team         | 54h 05' 50" |
| 2  | Bob Jungels (LUX)        | Etixx-Quick Step      | + 26"       |
| 3  | Vincenzo Nibali (ITA)    | Astana Qazaqstan Team | + 41"       |
| 4  | Alejandro Valverde (ESP) | Movistar Team         | + 43"       |
| 5  | Steven Kruijswijk (NED)  | Team LottoNL-Jumbo    | + 43"       |
| 6  | Rafał Majka (POL)        | Team Tinkoff          | + 1' 37"    |
| 7  | Ilnur Zakarin (RUS)      | Team Katusha          | + 2' 01"    |
| 8  | Esteban Chaves (COL)     | Orica-GreenEDGE       | + 2' 19"    |
| 9  | Rigoberto Urán (COL)     | Cannondale            | + 2' 48"    |
| 10 | Jakob Fuglsang (DEN)     | Astana Qazaqstan Team | + 3' 15"    |

### Etapa 14
21 de maig de 2016 — Alpago (Farra) - Corvara, 210 km
|    | Ciclista                  | Equip                 | Temps      |
| -- | ------------------------- | --------------------- | ---------- |
| 1  | Esteban Chaves (COL)      | Orica-GreenEDGE       | 6h 06' 16" |
| 2  | Steven Kruijswijk (NED)   | Team LottoNL-Jumbo    | m.t.       |
| 3  | Georg Preidler (AUT)      | Team Giant-Alpecin    | m.t.       |
| 4  | Darwin Atapuma (COL)      | BMC Racing Team       | + 6"       |
| 5  | Vincenzo Nibali (ITA)     | Astana Qazaqstan Team | + 37"      |
| 6  | Kanstantsin Siutsou (BLR) | Dimension Data        | + 37"      |
| 7  | Rafał Majka (POL)         | Team Tinkoff          | + 2' 29"   |
| 8  | Ilnur Zakarin (RUS)       | Team Katusha          | + 2' 29"   |
| 9  | Rigoberto Urán (COL)      | Cannondale            | + 2' 50"   |
| 10 | Domenico Pozzovivo (ITA)  | AG2R La Mondiale      | + 3' 00"   |

|    | Ciclista                  | Equip                 | Temps       |
| -- | ------------------------- | --------------------- | ----------- |
| 1  | Steven Kruijswijk (NED)   | Team LottoNL-Jumbo    | 60h 12' 43" |
| 2  | Vincenzo Nibali (ITA)     | Astana Qazaqstan Team | + 41"       |
| 3  | Esteban Chaves (COL)      | Orica-GreenEDGE       | + 1' 32"    |
| 4  | Alejandro Valverde (ESP)  | Movistar Team         | + 3' 06"    |
| 5  | Andrey Amador (CRC)       | Movistar Team         | + 3' 15"    |
| 6  | Rafał Majka (POL)         | Team Tinkoff          | + 3' 29"    |
| 7  | Ilnur Zakarin (RUS)       | Team Katusha          | + 3' 53"    |
| 8  | Rigoberto Urán (COL)      | Cannondale            | + 5' 01"    |
| 9  | Kanstantsin Siutsou (BLR) | Dimension Data        | + 5' 38"    |
| 10 | Jakob Fuglsang (DEN)      | Astana Qazaqstan Team | + 5' 38"    |

### Etapa 15
22 de maig de 2016 — Castelrotto/Kastelruth - Alpe di Siusi/Seiser Alm, 10,8 km
|    | Ciclista                  | Equip                 | Temps    |
| -- | ------------------------- | --------------------- | -------- |
| 1  | Alexander Foliforov (RUS) | Gazprom-RusVelo       | 28' 39"  |
| 2  | Steven Kruijswijk (NED)   | Team LottoNL-Jumbo    | m.t.     |
| 3  | Alejandro Valverde (ESP)  | Movistar Team         | + 23"    |
| 4  | Serguei Firsànov (RUS)    | Gazprom-RusVelo       | + 30"    |
| 5  | Michele Scarponi (ITA)    | Astana Qazaqstan Team | + 36"    |
| 6  | Esteban Chaves (COL)      | Orica-GreenEDGE       | + 40     |
| 7  | Ilnur Zakarin (RUS)       | Team Katusha          | + 47"    |
| 8  | Joe Dombrowski (USA)      | Cannondale            | + 52"    |
| 9  | Bob Jungels (LUX)         | Etixx-Quick Step      | + 1' 04" |
| 10 | Rafał Majka (POL)         | Team Tinkoff          | + 1' 09" |

|    | Ciclista                  | Equip                 | Temps       |
| -- | ------------------------- | --------------------- | ----------- |
| 1  | Steven Kruijswijk (NED)   | Team LottoNL-Jumbo    | 60h 41' 22" |
| 2  | Esteban Chaves (COL)      | Orica-GreenEDGE       | + 2' 12"    |
| 3  | Vincenzo Nibali (ITA)     | Astana Qazaqstan Team | + 2' 51"    |
| 4  | Alejandro Valverde (ESP)  | Movistar Team         | + 3' 29"    |
| 5  | Rafał Majka (POL)         | Team Tinkoff          | + 4' 38"    |
| 6  | Ilnur Zakarin (RUS)       | Team Katusha          | + 4' 40"    |
| 7  | Andrey Amador (CRC)       | Movistar Team         | + 5' 27"    |
| 8  | Bob Jungels (LUX)         | Etixx-Quick Step      | + 7' 14"    |
| 9  | Kanstantsin Siutsou (BLR) | Dimension Data        | + 7' 37"    |
| 10 | Jakob Fuglsang (DEN)      | Astana Qazaqstan Team | + 7' 55"    |

## Classificacions finals

### Classificació de la muntanya
En aquesta edició hi ha programats 38 ports puntuables per a la classificació de la muntanya. La Cima Coppi estarà situada al Coll de l'Agnello, en la 19a etapa. A més a més hi haurà deu ports de primera categoria, dotze de segona, deu de tercera i cinc de quarta.
| Etapa | Port                        | Altura (m) | Categoria | Distància | % mitjà | % màxim | Primer al cim       |
| ----- | --------------------------- | ---------- | --------- | --------- | ------- | ------- | ------------------- |
| 2a    | Berg en Dal                 | 96         | 4a        | 1,1 km    | 6,7 %   | 12 %    | Omar Fraile         |
| 3a    | Posbank                     | 88         | 4a        | 2,2 km    | 2,9 %   | 12 %    | Maarten Tjallingii  |
| 4a    | Bonifati                    | 409        | 3a        | 4,5 km    | 5,9 %   | 9 %     | Nicola Boem         |
| 4a    | San Pietro                  | 378        | 3a        | 5,3 km    | 6,8 %   | 11 %    | Damiano Cunego      |
| 5a    | Fortino                     | 783        | 3a        | 3,5 km    | 5 %     | 8 %     | Damiano Cunego      |
| 6a    | Bocca della Selva           | 1393       | 2a        | 18 km     | 5,6 %   | 10 %    | Alessandro Bisolti  |
| 6a    | Roccaraso (Aremogna)        | 1572       | 2a        | 16,8 km   | 4,8 %   | 12 %    | Tim Wellens         |
| 7a    | Le Svolte di Popoli         | 746        | 2a        | 9 km      | 5,5 %   | 10 %    | Stefan Küng         |
| 7a    | Valico della Somma          | 646        | 4a        | 6,7 km    | 4,9 %   | 8 %     | Daniel Martínez     |
| 8a    | Scheggia                    | 576        | 3a        | 6 km      | 3,9 %   | 10 %    | Sean De Bie         |
| 8a    | Alpe di Poti                | 827        | 2a        | 8,6       | 6,5 %   | 14 %    | Gianluca Brambilla  |
| 10a   | Passo della Collina         | 777        | 3a        | 12,7 km   | 5,3 %   | 8 %     | Giovanni Visconti   |
| 10a   | Pietracolora                | 805        | 3a        | 8,7 km    | 6,1 %   | 11 %    | Giovanni Visconti   |
| 10a   | Pian del Falco              | 1352       | 1a        | 16,3 km   | 5,2 %   | 13 %    | Damiano Cunego      |
| 10a   | Sestola                     | 998        | 3a        | 7,4 km    | 5 %     | 8 %     | Giulio Ciccone      |
| 11a   | Forcella Mostaccin          | 374        | 4a}       | 2,9 km    | 7,8 %   | 16 %    | Steven Kruijswijk   |
| 13a   | Montemaggiore (Matajur)     | 985        | 1a        | 8,3 km    | 9,3 %   | 15 %    | Stefan Denifl       |
| 13a   | Crai                        | 813        | 2a        | 8,8 km    | 6,4 %   | 16 %    | Stefan Denifl       |
| 13a   | Cima Porzus                 | 910        | 1a        | 8,8 km    | 8,2 %   | 16 %    | Mikel Nieve         |
| 13a   | Valle                       | 682        | 2a        | 6,2 km    | 7,8 %   | 13 %    | Mikel Nieve         |
| 14a   | Pas Pordoi                  | 2239       | 1a        | 9,3 km    | 6,9 %   | 9 %     | Damiano Cunego      |
| 14a   | Passo Sella / Sellajoch     | 2244       | 2a        | 5,5 km    | 8 %     | 12 %    | David López García  |
| 14a   | Passo Gardena / Grodnerjoch | 2121       | 3a        | 5,8 km    | 4,4 %   | 9 %     | Rubén Plaza         |
| 14a   | Passo Campolongo            | 1875       | 2a        | 6 km      | 5,8 %   | 13 %    | Rubén Plaza         |
| 14a   | Passo Giau                  | 2236       | 1a        | 9,8 km    | 9,4 %   | 14 %    | Darwin Atapuma      |
| 14a   | Passo Valparola             | 2200       | 2a        | 11,5 km   | 5,8 %   | 14 %    | Darwin Atapuma      |
| 15a   | Alpe di Siusi / Seiser Alm  | 1844       | 1a        | 9,1 km    | 8,3 %   | 11 %    | Alexander Foliforov |
| 16a   | Passo della Mendola         | 1363       | 2a        | 14,8 km   | 6,5 %   | 10 %    | David López García  |
| 16a   | Fai della Paganella         | 994        | 2a        | 10,2 km   | 7,4 %   | 15 %    | Steven Kruijswijk   |
| 16a   | Andalo                      | 1024       | 3a        | 6,1 km    | 3,2 %   | 9 %     | Alejandro Valverde  |
| 17a   | Passo di Sant'Eusebio       | 570        | 4a        | 7,3 km    | 3,5 %   | 8 %     | Daniel Oss          |
| 18a   | Pramartino                  | 925        | 2a        | 4,7 km    | 10,5 %  | 17 %    | Gianluca Brambilla  |
| 19a   | Coll de l'Agnello           | 2744       | CC        | 21,3 km   | 6,8 %   | 15 %    | Michele Scarponi    |
| 19a   | Risoul                      | 1862       | 1a        | 12,9 km   | 6,9 %   | 10 %    | Vincenzo Nibali     |
| 20a   | Coll de Vars                | 2108       | 1a        | 18,2 km   | 6 %     | 13 %    |                     |
| 20a   | Coll de la Bonette          | 2715       | 1a        | 22,2 km   | 6,7 %   | 10 %    |                     |
| 20a   | Coll de la Lombarde         | 2350       | 1a        | km        | 7,5 %   | 12 %    |                     |
| 20a   | Sant'Anna di Vinadio        | 2015       | 3a        | 2,3 km    | 8,1 %   | 11 %    |                     |

### UCI World Tour
El Giro d'Itàlia atorga punts per l'UCI World Tour 2016 sols als ciclistes dels equips de categoria ProTeam.
| Classificació         | 1r  | 2n  | 3r  | 4t | 5è | 6è | 7è | 8è | 9è | 10è | 11è | 12è | 13è | 14è | 15è | 16è | 17è | 18è | 19è | 20è |
| Classificació general | 170 | 130 | 100 | 90 | 80 | 70 | 60 | 52 | 44 | 38  | 32  | 26  | 22  | 18  | 14  | 10  | 8   | 6   | 4   | 2   |
| Per etapa             | 16  | 8   | 4   | 2  | 1  |    |    |    |    |     |     |     |     |     |     |     |     |     |     |     |

## Evolució de les classificacions
Al Giro d'Itàlia de 2016 s'entreguen quatre mallot distintius diferents. Per a la classificació general, fruit de sumar els temps a la fi de cada etapa de cada ciclista, i en què s'entreguen bonificacions de temps (10, 6 i 4 segons, respectivament) per als tres primers classificats en cada etapa, el líder rebrà un mallot de color rosa. Aquesta classificació és considerada la més important del Giro d'Itàlia, i el guanyador serà considerat el guanyador del Giro.
A més, hi haurà una classificació per punts, que atorgarà un mallot vermell. En la classificació per punts els 15 primers ciclistes de cada etapa rebran punts. Les etapes planes atorguen més punts que les de muntanya, amb la qual cosa aquesta classificació tendeix a afavorir els velocistes. A més els esprints intermedis també atorguen punts.
També hi haurà una classificació de la muntanya, el líder de la qual és identificat amb un mallot blau. En aquesta classificació els punts són atorgats en passar pel cim dels diferents colls de muntanya puntuables. Les ascensions són puntuades de primera, segona, tercera o quarta categoria, donant-se més punts a les ascensions de major categoria. La Cima Coppi, coll més alt pel qual es passa, atorgarà més punts que les de primera categoria. En aquesta edició aquesta condició recau en el coll de l'Agnel, a 2.744 m.
El quart mallot, de color blanc, identifica al ciclista més jove. Aquesta classificació s'estableix com la classificació general, però sols els ciclistes nascuts a partir de l'1 de gener de 1990 hi prenen part.
També hi ha dues classificacions per als equips. A la classificació del Trofeu Fast Team se sumaran els temps dels tres millors ciclistes per equip en cada etapa i el millor equip serà el que faci un menor temps; el Trofeu Super Team és una classificació per equips per punts, en què s'atorguen punts als 20 primers ciclistes de cada etapa (de 20 fins a 1 punt) i aquests són sumats a cada equip.
La següent taula es corresponen amb els mallots atorgats després que de cada etapa.
| Etapa | Vencedor            | Classificació general | Classificació per punts | Classificació de la muntanya | Classificació dels joves | Trofeu Fast Team      | Trofeu Super Team  |
| ----- | ------------------- | --------------------- | ----------------------- | ---------------------------- | ------------------------ | --------------------- | ------------------ |
| 1     | Tom Dumoulin        | Tom Dumoulin          | Tom Dumoulin            | no entregat                  | Tobias Ludvigsson        | Team Giant-Alpecin    | Team Giant-Alpecin |
| 2     | Marcel Kittel       | Tom Dumoulin          | Marcel Kittel           | Omar Fraile                  | Tobias Ludvigsson        | Team Giant-Alpecin    | Team Giant-Alpecin |
| 3     | Marcel Kittel       | Marcel Kittel         | Marcel Kittel           | Maarten Tjallingii           | Tobias Ludvigsson        | Team Giant-Alpecin    | Etixx-Quick Step   |
| 4     | Diego Ulissi        | Tom Dumoulin          | Marcel Kittel           | Damiano Cunego               | Bob Jungels              | Astana Qazaqstan Team | Etixx-Quick Step   |
| 5     | André Greipel       | Tom Dumoulin          | Marcel Kittel           | Damiano Cunego               | Bob Jungels              | Astana Qazaqstan Team | Etixx-Quick Step   |
| 6     | Tim Wellens         | Tom Dumoulin          | Marcel Kittel           | Damiano Cunego               | Bob Jungels              | Astana Qazaqstan Team | Etixx-Quick Step   |
| 7     | André Greipel       | Tom Dumoulin          | André Greipel           | Tim Wellens                  | Bob Jungels              | Astana Qazaqstan Team | Lotto Soudal       |
| 8     | Gianluca Brambilla  | Gianluca Brambilla    | André Greipel           | Tim Wellens                  | Bob Jungels              | Etixx-Quick Step      | Etixx-Quick Step   |
| 9     | Primož Roglič       | Gianluca Brambilla    | André Greipel           | Tim Wellens                  | Bob Jungels              | Etixx-Quick Step      | Etixx-Quick Step   |
| 10    | Giulio Ciccone      | Bob Jungels           | André Greipel           | Damiano Cunego               | Bob Jungels              | Movistar Team         | Etixx-Quick Step   |
| 11    | Diego Ulissi        | Bob Jungels           | André Greipel           | Damiano Cunego               | Bob Jungels              | Movistar Team         | Etixx-Quick Step   |
| 12    | André Greipel       | Bob Jungels           | André Greipel           | Damiano Cunego               | Bob Jungels              | Movistar Team         | Etixx-Quick Step   |
| 13    | Mikel Nieve         | Andrey Amador         | Giacomo Nizzolo         | Damiano Cunego               | Bob Jungels              | Movistar Team         | Etixx-Quick Step   |
| 14    | Esteban Chaves      | Steven Kruijswijk     | Giacomo Nizzolo         | Damiano Cunego               | Bob Jungels              | Astana Qazaqstan Team | Etixx-Quick Step   |
| 15    | Aleksandr Folíforov | Steven Kruijswijk     | Giacomo Nizzolo         | Damiano Cunego               | Bob Jungels              | Astana Qazaqstan Team | Team LottoNL-Jumbo |
| 16    | Alejandro Valverde  | Steven Kruijswijk     | Giacomo Nizzolo         | Damiano Cunego               | Bob Jungels              | Astana Qazaqstan Team | Team LottoNL-Jumbo |
| 17    | Roger Kluge         | Steven Kruijswijk     | Giacomo Nizzolo         | Damiano Cunego               | Bob Jungels              | Astana Qazaqstan Team | Team LottoNL-Jumbo |
| 18    | Matteo Trentin      | Steven Kruijswijk     | Giacomo Nizzolo         | Damiano Cunego               | Bob Jungels              | Astana Qazaqstan Team | Etixx-Quick Step   |
| 19    | Vincenzo Nibali     | Esteban Chaves        | Giacomo Nizzolo         | Damiano Cunego               | Bob Jungels              | Astana Qazaqstan Team | Etixx-Quick Step   |
| 20    |                     |                       |                         |                              |                          |                       |                    |
| 21    |                     |                       |                         |                              |                          |                       |                    |
| Final |                     |                       |                         |                              |                          |                       |                    |

Notes
- En la 2a etapa Primož Roglič, que era segon en la classificació per punts, vesteix el mallot vermell, perquè Tom Dumoulin (primer) porta el mallot rosa de líder de la general durant l'etapa.
- En la 4a etapa Elia Viviani, que era tercer en la classificació per punts, vesteix el mallot vermell, perquè Marcel Kittel (primer) porta el mallot rosa de líder de la general durant l'etapa i Maarten Tjallingii (segon) porta el mallot blau com a líder de la muntanya durant l'etapa.
- En les etapes 11 a 13 Davide Formolo, que era segon en la classificació dels joves, vesteix el mallot blanc, perquè Bob Jungels (primer) porta el mallot rosa de líder de la general durant les etapes.
- En la 13a etapa Giacomo Nizzolo, que era segon en la classificació per punts, vesteix el mallot vermell, perquè André Greipel (primer) no pren la sortida en l'etapa.